# 몬트리올 아레나
몬트리올 아레나(영어: Montreal Arena, 프랑스어: Aréna de Montréal)은 캐나다 퀘벡주 웨스트마운트에 위치한 실내 경기장이다. 과거 NHA/NHL 카나디앵 드 몽레알과 몬트리올 원더러스의 홈 경기장으로 사용했다.